# Mike Kinsella

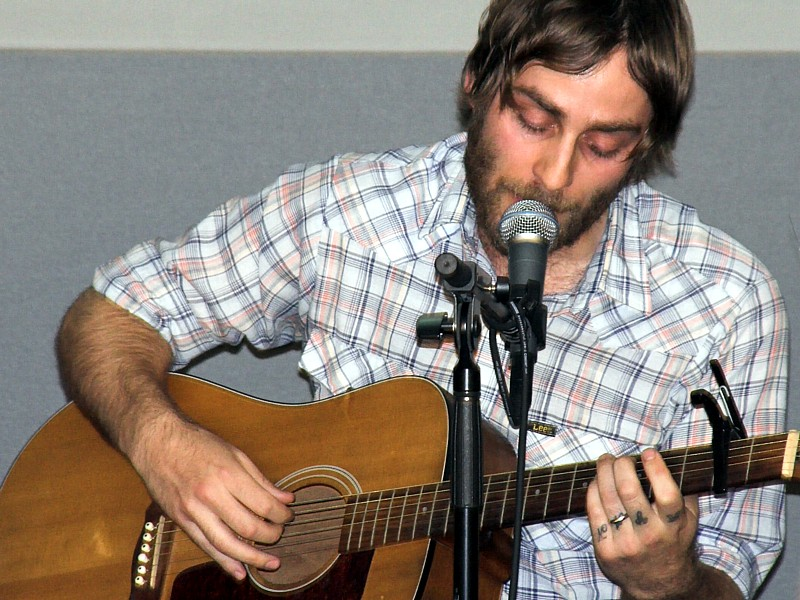
Mike Kinsella Mai 2007

Mike Kinsella (* 4. März 1977 in Chicago, Illinois) ist ein US-amerikanischer Emo- und Indierock-Musiker und war an zahlreichen bekannten Bandprojekten beteiligt. Zurzeit arbeitet er vor allem als Solokünstler. Sein Bruder Tim Kinsella und sein Cousin Nate Kinsella sind ebenfalls Musiker.

## Werdegang
Zum ersten Mal bekannt wurde Mike Kinsella als Mitglied von Cap’n Jazz, einer Emocore-Band der ersten Stunde. Von Cap’n Jazz wechselte er 1995 zu Joan of Arc, einer experimentellen Indie-Band, die von seinem Bruder Tim Kinsella gegründet worden war. Während er bei Joan of Arc spielte, formierte sich mit Steve Lamos, den Brüdern David Johnson und Allen Johnson die Gruppe The One Up Downstairs, bei der auch bald Mike Kinsella als Sänger einstieg.
Nach der Auflösung dieser Formation gründeten Mike Kinsella, Steve Lamos und Steve Holmes 1997 die Band American Football. Bei Polyvinyl Records wurden 1998 eine EP und 1999 eine LP veröffentlicht. Nach seinem Ausstieg 2000 versuchte Mike Kinsella eine Wiederbelebung der ursprünglichen Formation von Cap’n Jazz unter dem neuen Bandnamen Owls. Die Gruppe bestand aus Mike, seinem Bruder Tim Kinsella, Victor Villarreal und Sam Zurick. 2001 wurde ein Longplayer herausgebracht.
2001 startete Mike Kinsella auch sein aktuelles Solo-Projekt Owen, bei dem  er alles, was zu hören ist, auch selbst spielt. Mike beteiligte sich später auch wieder bei einigen Projekten von Joan of Arc und Love of Everything, einer Band von Bobby Burg. 2004 war Mike Kinsella auch mit Rainer Maria zu sehen und zu hören.

## Bands und Projekte
- 1989 – 1995 Cap’n Jazz
- 1995 – heute Joan of Arc
- 1997 The One Up Downstairs
- 1997 – 2000 American Football
- 2001 – 2002 Owls
- 2001 – heute Owen

## Diskographie
- 1995: Ooh Do I Love You Compilation – Kink’d Rakes (Gitarre)
- 1996: Busy Bus, Sunny Sun 7" – Joan of Arc (Gitarre)
- 1996: Method And Sentiment 7" – Joan of Arc (Gitarre)
- 1997: A Portable Model Of – Joan of Arc (Gitarre)
- 1998: American Football EP – American Football (Gitarre, Gesang)
- 1998: Analphabetapolothology – Cap’n Jazz (Schlagzeug)
- 1998: How Memory Works – Joan of Arc (Gitarre)
- 1999: American Football LP – American Football (Bass, Gitarre, Gesang)
- 1999: La Foresta Della Morte – Joan of Arc (Gitarre)
- 1999: Live in Chicago 1999 – Joan of Arc (Gitarre)
- 2000: Encapsulated – Joan of Arc (Gitarre)
- 2000: The Gap – Joan of Arc (Schlagzeug)
- 2000: The Jordan Marx EP – Owen (Schlagzeug)
- 2001: How Can Anything So Little Be Any More? – Joan of Arc (Gitarre)
- 2001: Other People Make Me Do This – Blake Zweig (Piano)
- 2001: Owen – Owen (Gitarre, Gesang)
- 2001: Owls – Owls (Schlagzeug)
- 2001: ReDirection Sampler – American Football (Bass, Gitarre, Gesang)
- 2002: Heart's Desire – Niamh Parsons (Harmonica)
- 2002: No Good For No One Now – Owen (Gitarre, Gesang)
- 2002: Open Ground – Kyle Fischer (Schlagzeug)
- 2002: The Rutabega/Owen Split EP – Owen (Gitarre, Gesang)
- 2003: Best of Altan: The Songs Altan – Altan (Harmonica)
- 2003: In Rape Fantasy and Terror Sex We Trust – Joan of Arc (Gitarre)
- 2003: So Much Staying Alive and Lovelessness – Joan of Arc (Gitarre)
- 2004: Anyone in Love With You – Rainer Maria (Tambourin)
- 2004: Joan of Arc, Dick Cheney, Mark Twain – Joan of Arc (Schlagzeug)
- 2004: Live in Muenster 2003 – Joan of Arc (Gitarre)
- 2004: The EP – Owen (Gitarre, Gesang)
- 2004: Total Eclipse of the Heart – The Love of Everything (Schlagzeug)
- 2005: I Do Perceive – Owen (Gitarre, Gesang)
- 2005: Presents Gitarre Duets – Joan of Arc (Gitarre)
- 2005: Sub Rosa Compilation – Owen (Gesang, Gitarre)
- 2005: The Association Of Utopian Hologram Swallowers – Compilation (Gitarre, Gesang)
- 2005: What Matters Most Compilation – Joan of Arc (Gitarre)
- 2006: At Home With Owen – Owen (Gitarre, Piano, Gesang)
- 2006: Eventually, All at Once – Joan of Arc (Gitarre)
- 2006: The Intelligent Design Of – Joan of Arc (Gitarre)
- 2006: The One Up Downstairs – The One Up Downstairs (Gesang)
- 2007: City on Film Split – Owen (Gitarre, Gesang)
- 2007: Many Times I've Mistaken 7" – Joan of Arc (Gitarre)
- 2007: Ugly On The Inside (Demo) – Owen (Gitarre, Piano, Gesang)
- 2008: Boo Human – Joan of Arc (Schlagzeug)
- 2009: Flowers – Joan of Arc (Schlagzeug)
- 2009: The Seaside EP – Owen (Gitarre, Piano, Gesang)
- 2009: New Leaves – Owen (Gitarre, Piano, Gesang)
- 2010: Don't Mind Control – Joan of Arc (Schlagzeug)
- 2010: Abandoned Bridges – Owen (Gitarre, Piano, Gesang)
- 2011: O, Evelyn 7" – Owen (Gitarre, Piano, Gesang)
- 2011: Ghost Town – Owen (Gitarre, Piano, Gesang)